# Brunatna plamistość łodyg łubinu
Brunatna plamistość łodyg łubinu lub zgorzel łodyg łubinu (ang. stem blight of lupin) – grzybowa choroba roślin wywoływana przez Diaporthe leptostromiformis i Phomopsis rossiana.

## Objawy i szkodliwość
W Polsce chorobę tę po raz pierwszy stwierdził i opisał Józef Kochman w 1952 r. Pierwszymi dostrzegalnymi jej objawami są białe plamki o średnicy ok. 3–4 mm tworzące się na dolnych częściach łodyg. Ulegają one stopniowemu wydłużaniu się, tak, że czasami ich długość przekracza połowę długości łodygi. Następnie w środkowej części plam tworzą się wzniesienia o średnicy około 0,3–2 mm i barwie szarej lub ciemnobrunatnej. Są to podkładki patogenu. Powstają w nich konidiomy wytwarzające zarodniki konidialne. Dokonują one infekcji wtórnych powodujących rozprzestrzenienie się choroby. W porażonych roślinach grzybnia wrasta do wiązek przewodzących łodygi, co skutkuje ich zatykaniem i zahamowaniem przepływu wody. Roślina więdnie, zamiera i zasycha. Najszybciej zamierają młode rośliny, które zostały zainfekowane przed kwitnieniem. Rośliny porażone później przeżywają, ale rosną gorzej, a na plantacji następuje obniżenie plonu. Patogen atakuje rośliny we wszystkich ich stadiach rozwojowych, a w warunkach sprzyjających może porazić nawet 100% roślin na plantacji. 
Porażone przez chorobę rośliny łubinu nie nadają się na paszę dla zwierząt. Patogeny wytwarzają bowiem mykotoksyny powodujące u zwierząt chorobę wątroby zwaną lupinozą.
Chorobę tę można pomylić z innymi chorobami łubinu: antraknoza łubinu, fuzaryjna zgorzel łubinu, zgnilizna twardzikowa. 

## Zapobieganie
Głównym źródłem infekcji roślin patogenem wywołującym tę chorobę są resztki pożniwne. Sprzyja jej temperatura powyżej 20 °C, niska wilgotność gleby i okresowa susza. Najsilniejsze porażenia tą chorobą następują na glebach piaszczystych i suchych przy wysokich temperaturach. Nie stosuje się zwalczania chemicznego. Jedynym sposobem zapobiegania chorobie jest stosowanie płodozmianu, by zasiewy łubinu nie miały kontaktu z resztkami pożniwnymi porażonego tą chorobą łubinu. Najważniejszym czynnikiem zmniejszającym natężenie choroby jest dobra żywotność roślin, odpowiednie nawożenie, a zwłaszcza zasobność wody w glebie.